# Simulium fuzhouense
Simulium fuzhouense es una especie de insecto del género Simulium, familia Simuliidae, orden Diptera.
Fue descrita científicamente por Zhang & Wang, 1991.